# Liste der Baudenkmale in Lüder (Lüneburger Heide)
In der Liste der Baudenkmale in Lüder sind alle Baudenkmale der niedersächsischen Gemeinde Lüder aufgelistet. Die Quelle der IDs und der Beschreibungen ist der Denkmalatlas Niedersachsen. Der Stand der Liste ist der 11. November 2021.

## Allgemein
In den Spalten befinden sich folgende Informationen:
- Lage: die Adresse des Baudenkmales und die geographischen Koordinaten. Kartenansicht, um Koordinaten zu setzen. In der Kartenansicht sind Baudenkmale ohne Koordinaten mit einem roten Marker dargestellt und können in der Karte gesetzt werden. Baudenkmale ohne Bild sind mit einem blauen Marker gekennzeichnet, Baudenkmale mit Bild mit einem grünen Marker.
- Bezeichnung: Bezeichnung des Baudenkmales
- Beschreibung: die Beschreibung des Baudenkmales. Unter § 3 Abs. 2 NDSchG werden Einzeldenkmale und unter § 3 Abs. 3 NDSchG Gruppen baulicher Anlagen und deren Bestandteile ausgewiesen.
- ID: die Objekt-ID des Baudenkmales
- Bild: ein Bild des Baudenkmales, ggf. zusätzlich mit einem Link zu weiteren Fotos des Baudenkmals im Medienarchiv Wikimedia Commons. Wenn man auf das Kamerasymbol klickt, können Fotos zu Baudenkmalen aus dieser Liste hochgeladen werden:

## Lüder

### Einzeldenkmal in Lüder
| Lage                                           | Bezeichnung                   | Beschreibung | ID                              | Bild           |
| ---------------------------------------------- | ----------------------------- | --- | ------------------------------- | -------------- |
| Hauptstraße 52° 48′ 38″ N, 10° 40′ 9″ O        | St. Bartholomäus mit Kirchhof | Die Kirche wurde nach 1372 vom Kloster Isenhagen erbaut. Es ist ein rechteckiger Saalbau aus Backstein. Der Westturm wurde laut einer Inschrift im Jahr 1434 hinzugefügt. Im Inneren befindet sich eine Balkendecke. Zu der Ausstattung gehört ein Triptychon aus der Mitte des 17. Jahrhunderts. Freifläche um die Kirche in der Ortsmitte, Kirchhof heute ohne Friedhofsnutzung. Offene Rasenfläche, älterer Baumbestand und Wege. | 31091607/1/-/ 31091393 31091607 | Weitere Bilder |
| Hauptstraße 52° 48′ 41″ N, 10° 40′ 7″ O        | Kriegerdenkmal                | Denkmal aus Feldsteinen auf sichelförmigem Grundriss, zum 100-jährigen Gedenken an die Völkerschlacht bei Leipzig (1813) errichtet, mit einer sechseckigen Einfassung aus Steinen in den Eckpunkten und Absperrketten, sowie drei Eichen als Rahmenbepflanzung. Errichtet 1913. | 31091412                        | BW             |
| Röhrser Straße 1a 52° 48′ 28″ N, 10° 39′ 51″ O | Nebenwohngebäude              | Kleines Fachwerkgebäude unter ziegelgedecktem Satteldach. Ehemalige Altenteilerwohnung des Mühlenhofes. Inschriftliche Datierung „AO. 1774“ im Fenstersturz. | 31091484                        | BW             |
| Röhrser Straße 4a 52° 48′ 29″ N, 10° 39′ 48″ O | Mühle                         | Dreieinhalbgeschossiger Backsteinbau unter Satteldach. Mittelrisalit mit Ladetüren. Erbaut 1910. Ehemalige Wassermühle. Als Nebenarm der Aue angelegter früherer Mühlgraben trockengelegt. | 31091502                        | BW             |

## Langenbrügge

### Einzeldenkmal in Langenbrügge
| Lage                                      | Bezeichnung              | Beschreibung | ID       | Bild |
| ----------------------------------------- | ------------------------ | --- | -------- | ---- |
| Dorfstraße 4 52° 47′ 51″ N, 10° 42′ 28″ O | Scheune                  | Traufständiger Fachwerkbau unter Satteldach. Außermittige Querdurchfahrt und weitere hofseitige Einfahrt. Ost- und Südseite in Lehmfachwerk und Verbretterung, sonst Backsteinausmauerung. Erbaut 1857 (i). Verbretterung neben dem Einfahrtstor mit Rankenmalerei.                  |          | BW   |
| Dorfstraße 5 52° 47′ 51″ N, 10° 42′ 26″ O | Wohnhaus                 | Anderthalbgeschossiger Backsteinbau unter Satteldach in Schieferdeckung, traufständig zum Dorfplatz des ehemaligen Rundlings. Zweigeschossiger Mittelrisalit unter Satteldach. Große Dachüberstände, giebelseitig mit Freigespärren. Rückseite zum Hof stark verändert. Erbaut 1911. | 31091323 | BW   |
| Dorfstraße 7 52° 47′ 51″ N, 10° 42′ 22″ O | Wohn-/Wirtschaftsgebäude | Freistehender Vierständer-Fachwerkbau mit Backsteinausfachung unter Halbwalmdach. Vorschauer. Giebelständig zum Dorfplatz des ehemaligen Rundlings. Erbaut 1856 (i). | 31091376 | BW   |
| Dorfstraße 9 52° 47′ 53″ N, 10° 42′ 25″ O | Wohnhaus                 | Eineinhalbgeschossiger traufständiger verputzter Massivbau unter ziegelgedecktem Halbwalmdach. Mittelrisalit unter ziegelgedecktem Satteldach, im Erdgeschoss mit offenen Arkaden. Putzornamente. Große Dachüberstände, giebelseitig mit Freigespärren. Um 1905.                     | 31091341 | BW   |

## Reinstorf

### Einzeldenkmal in Reinstorf
| Lage                                      | Bezeichnung | Beschreibung | ID       | Bild |
| ----------------------------------------- | ----------- | --- | -------- | ---- |
| Staakenweg 1 52° 49′ 43″ N, 10° 37′ 52″ O | Wohnhaus    | Zweigeschossiger Backsteinbau auf hohem Haustein-Kellersockel unter ziegelgedecktem Walmdach. Symmetrische Südfassade mit breitem Mittelrisalit und Freitreppe sowie portalartig betontem Haupteingang. Zwei Zwerchgauben hinter durchlaufender Haupt-Traufe mit geschweiftem Giebel in der südlichen Dachfläche. Errichtet um 1920. | 31091590 | BW   |

## Röhrsen

### Einzeldenkmal in Röhrsen
| Lage                               | Bezeichnung              | Beschreibung                                                                                                   | ID       | Bild |
| ---------------------------------- | ------------------------ | --- | -------- | ---- |
| Nr. 7 52° 48′ 31″ N, 10° 37′ 42″ O | Wohn-/Wirtschaftsgebäude | Vierständerbau in Backsteinfachwerk mit Vorschauer unter Satteldach, traufständig zur Straße. Erbaut 1904 (i). | 31091555 | BW   |

## Ehem. Baudenkmale
| Lage                                             | Bezeichnung                      | Beschreibung                                                                                                 | ID | Bild |
| ------------------------------------------------ | -------------------------------- | --- | -- | ---- |
| Lüder Hauptstraße 14 52° 48′ 42″ N, 10° 40′ 5″ O | Wohnwirtschaftsgebäude           | Das Gebäude ist im Jahre 1872 erbaut worden. Es ein Fachwerkhaus in Vierständerart.                          |    | BW   |
| Lüder Hauptstraße 18 52° 48′ 40″ N, 10° 40′ 5″ O | Wohnhaus                         | |    | BW   |
| Lüder Hauptstraße 24 52° 48′ 37″ N, 10° 40′ 3″ O | Gaststätte mit Tanzsaaleinbauten | |    | BW   |
| Reinstorf Nr. 25 52° 49′ 40″ N, 10° 37′ 46″ O    | Wohnwirtschaftsgebäude           | Ein älterer Zweiständerbau mit einem durch Kopf- und Fußbänder verzierten Wirtschaftsgiebel erhalten (1782). |    | BW   |